# Public Enemy
Public Enemy (na eng. "državni neprijatelj"), poznati i kao PE, su hip-hop skupina iz Long Islanda (New York), poznata po svojim politički angažiranim tekstovima, kritici medija, i aktivnoj ulozi u pitanjima afroameričke zajednice.
Godine 2004, časopis Rolling Stone je rangirao Public Enemy kao 45. na popisu The Immortals: 100 Greatest Artists of All Time (Besmrtnici: 100 najvećih glazbenika svih vremena). Acclaimedmusic.net ih je rangirao kao 29. muzičare svih vremena i najbolju hip-hop/rap skupinu. Godine 2007. ušli su u Long Island Music Hall of Fame.

## Ime
Chuck D je morao snimiti traku za promociju radio-stanice na kojoj je tada radio, WBAU, i pozvao je lokalnog repera s kojim bi se sučelio; na kraju su broj snimili on i Flavor Flav, prije službenog sastavljanja grupe. Nazvao je snimku Public Enemy #1 ("državni neprijatelj br. 1") zbog sukoba s lokalnom supkulturnom scenom.
Državni neprijatelj je također naziv jednog od prvih gangsterskih film noira, klasik iz 1931. u kojem glumi James Cagney.
Prema Chucku, S1W, kratica od Security of the First World ("sigurnost prvog svijeta"):
"predstavlja crnog čovjeka koji može biti inteligentan koliko je i snažan. Predstavlja činjenicu da nismo ljudi Trećeg svijeta, mi smo ljudi Prvog svijeta; mi smo originalni stanovnici (Zemlje)."
Na Louder Than a Bomb, s albuma It Takes a Nation of Millions to Hold Us Back, Chuck D otkriva da D u njegovom nadimku predstavlja "dangerous" ("opasan").

## Povijest

### Počeci
Dok je raznosio namještaj radeći sa svojim ocem, Chuck i Flav, tada u grupi Chuck and "Spectrum City", su izdali singl Check Out The Radio, te društvenu angažirani Lies; oboje će utjecati na skupine uz RUSH produkcije – Run D.M.C. i Beastie Boys. Potpisali su ugovor s novom izdavačkom kućom Def Jam koju je vodio Rick Rubin.
Oko 1986, Billu Stephneyu, bivšem glavnom uredniku na WBAU, je Rubin ponudio posao u izdavačkoj kući. Stephney je prihvatio, a njegov prvi zadatak je bio pomoći oko sklapanja ugovora s Chuckom D, čiju pjesmu "Public Enemy #1" je čuo od Andrea Browna, zvanog Dr. Dre. Prema knjizi Cookie Lommel, The History of Rap Music:
"Stephney je mislio da je vrijeme da spojimo tvrdi stil Run DMC s politikom usmjerenom prema mladim Crncima. Chuck je pozvao Spectrum City, koji je uključivao Hanka Shockleea, njegovog brata Keitha Shockleea i Erica "Vietnam" Sadlera, kolektivno poznate kao 'The Bomb Squad,' da budu producentski tim, i dodao još jednog suradnika, Profesora Griffa, kao "ministra informiranja". S dodatkom Flavora Flava i s još jednim lokalnim DJ-jem koji se zvao Terminator X, rođena je skupina Public Enemy."

### Svjetska slava (1987. – 1993.)
Prvi album, Yo! Bum Rush The Show, su izdali 1987. uz odlične kritike. Potom su izdali revolucionarni It Takes a Nation of Millions to Hold Us Back (1988.), koji se uspješnije prodavao nego prethodnik.
Nation of Millions... je proglašen albumom godine u časopisu The Village Voice, na izboru Pazz and Jop, i bio je prvi rap album koji je proglašen najboljim od rock and roll kritičara u većim časopisima. Osim toga je proglašen 18. najboljim albumom svih vremena od Acclaimedmusic.net.
Nakon toga su izdali album Fear of a Black Planet, koji se smatra jednako militantnim i kontroverznim kao njihova prva dva izdanja. Taj je album najuspješniji od svih albuma koje su izdali do danas; godine 2005. je bio izabran za čuvanje u Kongresnoj knjižnici. Na njemu se nalaze singlovi kao što su "911 (is a Joke)", koji optužuje hitnu pomoć i druge hitne službe da kasnije dolaze u crnačke četvrti nego u bjelačke, i Fight the Power, koji mnogi smatraju himnom skupine. Singl se smatra jednim od najpopularnijih i najutjecajnijih u povijesti hip-hopa te se provlači kroz film Spikea Leea Učini pravu stvar (Do the Right Thing). Rangirana je kao 84. najbolja pjesma svih vremena po Acclaimedmusic.net.
Njihovo sljedeće izdanje, Apocalypse '91...The Enemy Strikes Black, je nastavilo ovaj trend, s pjesmama kao što su Can't Truss It i I Don't Wanna Be Called Yo Nigga.

### Nakon 1994.
Nakon 1994. Public Enemy su izdali niz albuma, kojima nisu dostigli kvalitetu prvih 4. Isprobavali su i alternativne načine distribucije. Utjecali su na mogućnosti distribucije glazbe na internetu, jer su bili jedna od prvih skupina koja je izdavala albume u MP3 formatu, slabo poznatom u to vrijeme.

### Utjecaj
Public Enemy su bili pioniri u mnogim pogledima. Kritičar Stephen Thomas Erlewine je izjavio da su Public Enemy:
"unijeli elemente free jazza, hard funka, čak musique concrète, kroz vlastiti producentski tim, Bomb Squad, kreirajući gusti, silni zvuk različit od svega što je postojalo do tada."
Prije PE, politički rap je bio ograničen na nekoliko snimki Ice-T-ja i KRS-One, i autora kao što su Gil Scott-Heron i The Last Poets; PE su bili prvi hip-hoperi koji su se posve izgradili na političkom stavu. S uspjehom Public Enemy, hip-hop je odjednom bio preplavljen novim glazbenicima koji su se posvetili afrocentričnim temama, kao što su Kool Moe Dee, Gang Starr, X Clan, Eric B. & Rakim, Queen Latifah, the Jungle Brothers i A Tribe Called Quest.
Bili su prva rap skupina koja je odlazila na proširene svjetske turneje, što im je donijelo veliku popularnost i utjecaj u Europi i Aziji. Nastupili su dvaput i u Zagrebu, 1994. i 2006. godine.
Public Enemy su pomogli definirati i kreirati takozvani "rap-rock" ili "rapcore" žanr (rap kombiniran s hard rockom ili heavy metalom) surađujući su njujorškom thrash metal skupinom Anthrax u 1991. Singl Bring Tha Noize je bio mješavina polumilitantnih "black power" stihova, snažnih gitara i povremenog humora. Dvije skupine, povezane međusobnim poštovanjem i osobnim prijateljstvom između Chucka D i predvodnika Anthraxa Scotta Iana, su predstavile dotad nepoznat žanr ljubiteljima rocka, a dvije naoko nespojive skupine su čak išle zajedno na turneju.
Članovi Bomb Squada su producirali ili remiksirali radove drugih izvođača kao što su Bell Biv DeVoe, Ice Cube, Vanessa Williams, Sinéad O'Connor, Blue Magic, Peter Gabriel, LL Cool J, Paula Abdul, Jasmine Guy, Jody Watley, Eric B & Rakim, Third Bass, Big Daddy Kane, EPMD i Chaka Khan.

## Kontroverze
Nekoliko članova PE su ozloglašeni po svojem svrstavanju s organizacijom Nation of Islam i njezinim vođom Louisom Farrakhanom, čije su izjave i govori semplirani uz one Malcolma X na nekoliko snimki. Professor Griff (nakon što je pročitao knjigu The Secret Relationship Between Blacks and Jews, koja se skoro u cijelosti sastoji od citata koji se tiču uključenosti Židova u trgovinu robljem) je izjavio u razgovoru s Davidom Millsom iz The Washington Times da je većina Židova odgovorna za "većinu zla koje se zbiva širom svijeta".
Prema knjizi Chucka D, Fight The Power, nakon što je Griff citirao nekoliko židovskih izvora u intervjuima koji su uslijedili, Mills se pokajao zbog članka i ispričao Griffu. Priča se kasnije pojavila u članku objavljenom u časopisu Village Voice. Nakon toga je Griff napustio Public Enemy i osnovao vlastitu grupu, Last Asiatic Disciples, čiji su tekstovi bili čak radikalniji i politički nabijeniji.
Jedan od njihovih singlova se zvao Swindler's Lust, iskrivljujući naziv Schindlerove liste. Po izdavanju singla, grupu je osudila Anti-Defamation League iako je grupa izjavila da ne umanjuju događaje u Holokaustu, već uspoređuju ropstvo s Holokaustom.
Sister Souljah, tada malo poznata raperica i tekstopisac koja je gostovala na nekoliko njihovih pjesama, je postala poznata u toku kampanje za američke predsjedničke izbore 1992., kad je Bill Clinton osudio njene radikalne stavove koje je izrazila u razgovoru s Davidom Millsom, koji je tada radio za The Washington Post.

## Diskografija
- 1987.: Yo! Bum Rush the Show
- 1988.: It Takes a Nation of Millions to Hold Us Back
- 1990.: Fear of a Black Planet
- 1991.: Apocalypse 91... The Enemy Strikes Black
- 1994.: Muse Sick-n-Hour Mess Age
- 1998.: He Got Game (soundtrack)
- 1999.: There's a Poison Goin' On
- 2002.: Revolverlution
- 2005.: New Whirl Odor
- 2006.: Rebirth of a Nation
- 2007.: How You Sell Soul to a Soulless People Who Sold Their Soul?

## Članovi

### Skupina
- Chuck D (Carlton Douglas Ridenhour) — vođa, producent, tekstopisac, glavni vokal
- Flavor Flav (William Jonathan Drayton, Jr.) — tekstopisac, vokal, producent, instrumentalist
- Professor Griff (Richard Griffin) — predvodnik S1W, veza između PE i S1W, voditelj turneje; povremeno vokal i producent, svira bubnjeve na nastupima uživo
- Brain Hardgrove — (gitarist, producent)
- DJ Lord (Lord Aswod) — DJ, producent
- Terminator X (Norman Rogers) — DJ, producent (bivši član)
- DJ Johnny Juice (John Rosado) — studijski DJ, producent

### Bomb Squad
Sljedeći su članovi Bomb Squada, produkcijske grupe blisko povezane s PE (ponekad se smatraju i dijelom PE):
- Hank Shocklee (Hank Boxley)
- Keith Shocklee (Keith Boxley)
- Eric "Vietnam" Sadler
- Gary G-Wiz

Chuck D se često navodi kao član Bomb Squada pod pseudonimom "Carl Ryder", skraćenim pravim imenom.

### S1W
Skupina S1W (kratica od "Security of the First World") se ponekad smatra dijelom Public Enemy. Članovi se stalno mijenjaju, a činili su je, između ostalih:
- James Norman
- James Allen
- Roger Chillous
- John (Butch) "Pop" Oliver
- Shawn Kevin Carter, zvan "The Interrogator"
- Mike Williams
- Andrew Williams
- Dwayne Cousar
- Ronald Lincoln
- Keith "Krunch" Godfrey
- Jacob "Jake" Shankle
- Butch Cassidy (Aaron Allen) i njegova grupa "5ive-O" ili "the Interrogators."
- Harry Allen je također dio skupine, kao pisac, novinar i "ubojica medija"

## Vanjske poveznice
- Službene stranice Public Enemy (eng.)
- Službene video-stranice Public Enemy  Arhivirana inačica izvorne stranice od 22. ožujka 2007. (Wayback Machine) (eng.)
- Opširne stranice posvećene Public Enemy (eng.)
- Nedavna video-izdanja Public Enemy (eng.)
- Chuck D's best story ever about Flavor Flav iz TV emisije The Hour.  (eng.)
- Razgovor s Chuckom D u časopisu Guitar Player (eng.)
- Public Enemy Broadcasted Live Concerts 12/19 & 12/20, NYC (eng.)